# 吳焰
吳焰（1961年2月—），陕西汉中人，出生於新疆。高級經濟師。曾任中國人民保險公司董事長、黨委書記及旗下子公司中國人民財產保險董事長。

## 生平
1981年7月畢業於新疆財經學院（現新疆財經大學），並於2002年7月畢業於中國社會科學院研究生院，獲經濟學博士學位。1985年7月至1998年8月，歷任共青團新疆自治區團委副書記、中共新疆博樂市市委書記、中共博爾塔拉蒙古自治州州委常委、共青團新疆自治區區委黨組書記（正局級）、共青團中央組織部副部長（正局級）。1998年8月至2003年8月，擔任共青團中央金融工委書記兼中央金融工委統戰群工部副部長、全國金融青聯主席。2003年8月至2007年1月，任中國人壽保險（集團）公司副總經理。期間，2003年8月至2006年1月兼任中國人壽資產管理有限公司總裁、2006年1月至2007年1月兼任中國人壽保險股份有限公司總裁。2007年1月，吳焰任中國人民保險集團公司總經理（總裁）；2009年9月公司股改後，任執行董事、董事長、總裁（2012年3月起不再兼任總裁）。從2007年3月起兼任人保財險、從2007年4月起兼任人保壽險、從2008年1月起兼任人保資產的董事長。2010年6月起任日內瓦協會（Geneva Association）董事。2011年3月獲中華人民共和國國務院給予政府特殊津貼。2017年12月，改任全国社会保障基金理事会副理事长。2021年4月，正式退休。

## 相關連結
- 解密吴焰如何掌舵的人保 21世纪保险网（页面存档备份，存于）
- 人保吴焰：传承政治优势 追求整体价值最大化 雅虎財經[永久]

| 商界職務 | 商界職務                                     | 商界職務      |
| -------- | -------------------------------------------- | ------------- |
| 前任： ' | 中国人民保险集团董事长 2009年9月－2017年11月 | 繼任： 缪建民 |